# Alpaida navicula
Alpaida navicula là một loài nhện trong họ Araneidae.
Loài này thuộc chi Alpaida. Alpaida navicula được Ludwig Carl Christian Koch miêu tả năm 1871.